# Pavillon de Flore
Il Pavillon de Flore è un palazzo un tempo facente parte del Palazzo delle Tuileries di Parigi e oggi parte del Palazzo del Louvre alla sua estremità sud-ovest, davanti al Pont Royal. È stato costruito negli anni 1607-1610, durante il regno di Enrico IV, come padiglione d'angolo tra il Palazzo delle Tuileries a nord e la Grande Galerie del Louvre a est. Prende il nome dal bassorilievo Il trionfo di Flora scolpito da Jean-Baptiste Carpeaux sul prospetto che si affaccia sul Pont Royal.